# Ommatius insectatus
Ommatius insectatus är en tvåvingeart som beskrevs av Scarbrough och Costantino 2005. Ommatius insectatus ingår i släktet Ommatius och familjen rovflugor.
Artens utbredningsområde är Thailand. Inga underarter finns listade i Catalogue of Life.